# Roberto de Gloucester
El conde Roberto de Gloucester también Roberto de Caen y Robert FitzRoy (1090-31 de octubre de 1147) fue uno de los hijos bastardos del rey Enrique I de Inglaterra, y una de las figuras más importantes del período de la anarquía inglesa del siglo XII. Roberto era probablemente el mayor de todos los hijos ilegítimos del rey Enrique. Nació en Caen, Normandía, antes de que su padre fuera coronado rey de Inglaterra. Se desconoce a ciencia cierta quién era su madre, pero algunos estudios recientes indican que podría haber pertenecido a una familia de la nobleza rural del condado de Oxfordshire. Roberto fue reconocido al nacer, y ascendió en la corte de su padre. Tenía fama de ser un hombre muy educado.
Se casó en 1107 con Mabel de Gloucester, hija de Robert FitzHamon, recibiendo los señoríos de Gloucester y Glamorgan.
En 1119, Roberto luchó en la batalla de Bremule; por entonces ya era uno de los capitanes más reputados del rey Enrique. En 1122, fue nombrado Conde de Gloucester.
Con la muerte de su padre, comenzó la guerra entre la Emperatriz Matilde y Esteban I de Inglaterra por el trono de Inglaterra. En un principio, Roberto se puso de lado de Esteban, pero al poco tiempo pasó a luchar al servicio de Matilde, su hermanastra, y se mantuvo fiel a su causa hasta su muerte.
En la batalla de Lincoln Roberto capturó a Esteban, el cual fue custodiado por su mujer, Mabel. Sin embargo perdió esta ventaja cuando el propio Roberto cayó en manos de los partidarios de Esteban. Roberto se encontraba cubriendo a Matilde mientras escapaba de un asedio cuando fue hecho preso. Roberto era tan importante para la causa de Matilde que ésta se vio obligada a liberar a Esteban para recuperar a su hermanastro. En 1142, la emperatriz envió a Roberto para convencer a su marido Godofredo V de Anjou de que se uniera a su causa. Godofredo rechazó volver a Inglaterra hasta que hubiese conquistado Normandía, con lo cual Roberto se quedó con él para ayudarle hasta que se enteró de que Matilda había sido sitiada en Oxford. Volvió a Inglaterra con Enrique, el hijo de Matilda. En 1144, uno de los hijos de Roberto, Felipe, se unió a Esteban, de modo que padre e hijo lucharon en bandos contrarios.
Roberto luchó incansablemente al lado de Matilde hasta su muerte en 1147 a causa de unas fiebres en Bristol. Su hijo, William Fitz Robert heredó el título de conde de Gloucester. Fue también padre, aunque fuera del matrimonio, de Ricardo de Gloucester, obispo de Bayeux (m. 1142).